# Zoldo Alto
Zoldo Alto är en tidigare kommun som sedan den 23 februari 2016 ingår i kommunen Val di Zoldo i provinsen Belluno i regionen Veneto i Italien. Kommunens huvudort var Fusine.
Zoldo Alto upphörde som kommun den 23 februari 2016 och bildade med den tidigare kommunen Forno di Zoldo den nya kommunen Val di Zoldo. Kommunen hade 912 invånare (2015).